# Stellan Bygdeman
Marc Stellan Bygdeman, född 13 februari 1934 i Stockholm, är en svensk läkare. Han är son till generaldirektör Konrad Persson och tvillingbror till Marc Bygdeman.
Efter studentexamen 1953 blev Bygdeman medicine kandidat 1955, medicine licentiat 1960 och medicine doktor vid Karolinska institutet i Stockholm 1964. Han var amanuens och assistent vid fysiologiska institutionen på Karolinska institutet 1955–1963, blev docent i fysiologi där 1964, i klinisk fysiologi där 1971 och överläkare vid klinisk-fysiologiska laboratoriet vid Sankt Görans sjukhus 1977.
Bygdeman har skrivit Vascular Reactivity in Cats During Induced Changes in the Acid-base Balance of the Blood (doktorsavhandling 1963) och en rad arbeten inom det cirkulationsfysiologiska området.